# Leiva (La Rioja)
Leiva település Spanyolországban, La Rioja autonóm közösségben. Leiva Grañón, Tormantos, Treviana, Ochánduri és Herramélluri községekkel határos. Lakosainak száma 245 fő (2024).

## Népesség
A település népessége az elmúlt években az alábbi módon változott:
| Lakosok száma | 294  | 276  | 288  | 290  | 290  | 274  | 245  | 221  | 238  | 245  |
|               | 2001 | 2004 | 2007 | 2009 | 2012 | 2014 | 2017 | 2019 | 2022 | 2024 |